# Schwanheide (przystanek kolejowy)
Schwanheide (niem: Bahnhof Schwanheide) – przystanek kolejowy (dawna stacja) w Schwanheide, w regionie Meklemburgia-Pomorze Przednie, w Niemczech. Wraz z rozwojem linii Berlin – Hamburg w ramach Verkehrsprojekte Deutsche Einheit stał się przystankiem kolejowym.
Dawniej stanowił stację graniczną między NRD i RFN.

## Połączenia
W Schwanheide zatrzymują się pociągów na linii Regional Express Hamburg-Rostock. Linia kolejowa przystosowana jest do prędkości do 230 km/h. Ekspresowe pociągi przejeżdżają przez stację przy dużych prędkościach, dlatego perony są zabezpieczone ogrodzeniem i znakami ostrzegawczymi. Budynek terminalu granicznego stoi pusty i narażony jest na akty wandalizmu. W 2012 roku również dawny budynek dworca został rozebrany.
| Linie | Strecke                                                                          | Taktfrequenz    |
| ----- | -------------------------------------------------------------------------------- | --------------- |
| RE 1  | Hamburg – Büchen – Schwanheide – Hagenow Land – Schwerin – Blankenberg – Rostock | 2-godzinny takt |

## Linie kolejowe
- Berlin – Hamburg